# CSKA Sofia (piłka siatkowa mężczyzn)

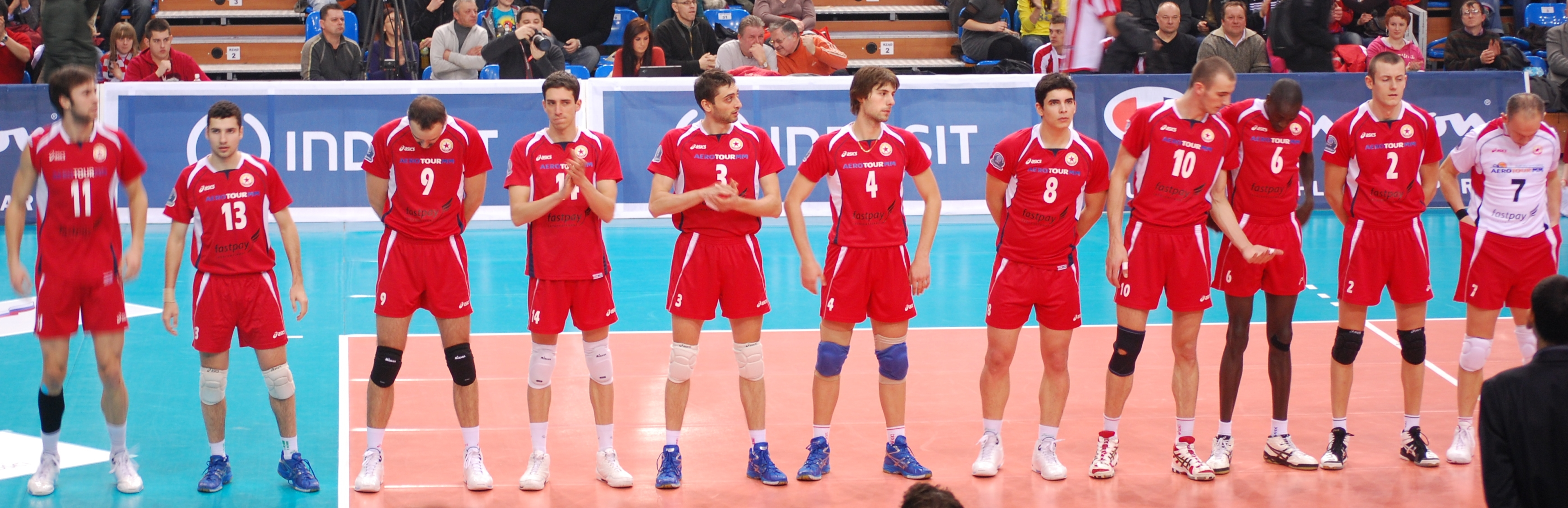
Zawodnicy CSKA Sofia w sezonie 2009/2010

CSKA Sofia – bułgarski męski klub siatkarski z Sofii założony w 1948 roku.

## Nazwy klubu
- Septemwri Sofia
- CDNW Sofia
- CDNA Sofia
- CSKA Sofia
- CSKA „Czerweno zname“ Sofia
- CSKA-Ariana Sofia
- CSKA Royal Cake Sofia
- CSKA-Rynyrs Sofia

## Sukcesy
Mistrzostwo Bułgarii:
- 1. miejsce (30x): 1943, 1948, 1949, 1957, 1958, 1962, 1968, 1969, 1970, 1971, 1972, 1973, 1976, 1977, 1978, 1981, 1982, 1983, 1984, 1986, 1987, 1988, 1989, 1990, 1993, 1994, 1995, 2008, 2010, 2011
- 2. miejsce (17x): 1954, 1955, 1964, 1967, 1974, 1975, 1979, 1985, 1991, 1992, 1996, 2000, 2001, 2002, 2009, 2017, 2024[1]
- 3. miejsce (8x): 1956, 1961, 1980, 1997, 1999, 2003, 2018, 2019

 Puchar Bułgarii:
- 1. miejsce (19x): 1967, 1969, 1970, 1973, 1979, 1981, 1982, 1984, 1985, 1986, 1988, 1990, 1991, 1992, 1993, 2002, 2009, 2010, 2011

 Puchar Europy Mistrzów Klubowych: 
- 1. miejsce (1x): 1969
- 3. miejsce (2x): 1977, 1985

 Puchar Europy Zdobywców Pucharów: 
- 1. miejsce (1x): 1976
- 3. miejsce (1x): 1986

## Kadra 2011/2012
- 1.  Ewgeni Iwanow
- 2.  Stoyan Samunev
- 3.  Valterse Ramma
- 4.  Yasser Portuondo
- 6.  Philip Maiyo
- 8.  Georgi Manchev
- 9.  Ivajlo Stefanov
- 10. Georgiy Valev
- 11. Svetozar Ivanov
- 12. Nikołaj Iwanow
- 13.  Teodor Sałparow